# Exposition internationale urbaine de Lyon de 1914
L'exposition internationale urbaine de Lyon s'est déroulée du 1er mai au 1er novembre 1914, sur un site de 75,38 hectares, dont 17 000 m2 de surface bâtie répartie en 60 pavillons entourant le Grand Hall, dans le quartier de Gerland à Lyon. Les 12 000 exposants viennent de France et de 11 nations différentes. L'inauguration eut lieu en présence du ministre du commerce et de l'industrie Raoul Péret. Le président de la République, Raymond Poincaré, la visita du 22 au 24 mai 1914.
Cette exposition internationale fut consacrée à l'urbanisme et à l'hygiénisme. Le projet fut promu par Édouard Herriot, sénateur-maire de la ville et initiateur du projet, Tony Garnier, architecte, Jules Courmont et Louis Pradel, vice-président de la Chambre de commerce de Lyon, tous deux commissaires généraux de l'exposition,. L'aménagement de l'exposition au quartier de Gerland préfigure l'urbanisme nouveau après la première guerre mondiale (de type Haussmannien) décidé avant celle-ci ,. Il est une réalisation de la municipalité afin - d'une façon sociale - d'éviter le désordre; La méthode suit les projets de « normalisation »  de la croissance des villes, projets communs en Europe pour des villes industrialisées en croissance démographique. Si la taille de l'exposition ne la classe pas parmi les plus grandes, elle est volontairement un projet qui est à la fois technique et culturel; Elle fut la conception de 7 architectes (certains ayant déjà eu à faire œuvre pour une exposition internationale) entourant T. Garnier, ils furent associés aux ingénieurs municipaux (Lyon, Paris…). Tous ont pour but de changer l'image de ville repoussante de saleté qui est donnée par Lyon; Le nouvel urbanisme proposé va faire de Lyon pour la suite du XXe siècle une ville évoluant positivement.

## Histoire
Pour un article plus général, voir Histoire urbaine de Lyon.
Lyon est en pleine mutation au passage du XIXe siècle au XXe siècle, elle devient une ville industrielle qui a pu être qualifiée de « Manchester français » (sic).
La ville a pu changer de forme dès le début du XIXe siècle, son tissu urbain se transforme au Nord-Ouest à Vaise en bord de Saône, au Sud de la confluence et rive gauche du Rhône quartiers Guillotière et Brotteaux; Les édiles de Lyon envisagent de vastes projets urbains dès les années 1840-1850. Il s'agit des nouvelles réalités industrielles : création rapide d'entreprises, disparition rapide de certaines, évolution des productions par leur nature, évolution de la taille des usines qui « migrent » d'un quartier à un autre.
Dès 1906, Édouard Herriot (maire appartenant au Parti radical) s'entretient avec plusieurs personnalités lyonnaises sur l'opportunité de tenir une exposition universelle à Lyon, avant de demander la réalisation de deux sondages auprès des chambres syndicales patronales de Lyon. Cette prudence s'explique notamment par les deux précédentes expositions qui se sont tenues dans la ville, en 1872 et en 1894, cette dernière ayant été marquée par l'assassinat de Sadi Carnot.
En 1906, une visite impulsée par l'hygiéniste Jules Courmont est faite par les Lyonnais au Royaume-Uni (dont l'Écosse) pour s'inspirer de son urbanisme.
En 1909, un comité d'études est créé pour préparer l'exposition universelle, mais ce n'est que le 12 décembre 1912 qu'Édouard Herriot annonce au conseil municipal son souhait d'organiser une exposition universelle dans la ville
. Celle-ci a pour thème le XXe siècle et la modernité, en améliorant les services d'assainissement, services médicaux, les transports, mais aussi les services culturels. On veut améliorer les habitations et les espaces verts, en plaçant Lyon dans l'« Europe des villes ». L'exposition n'a pas vocation à être une « nième exposition universelle » (Herriot,sic), et Édouard Herriot insiste bien sur l'aspect urbanistique de l'événement, d'où le nom d'« exposition urbaine ».
En 1911, une délégation lyonnaise se rend à Dresde pour assister à la GeSoLei, pour prendre modèle certains progrès en termes d'hygiène municipale. L'équipe chargée de l'exposition souhaite nouer des contacts et des partenariats avec les autorités allemandes tant étatiques que municipales ainsi qu'avec les industriels allemands ; mais le climat diplomatique délicat entre les deux pays freine grandement cette initiative.
Édouard Herriot se rendra à nouveau dans la ville de Dresde durant l'été 1913 en vue de faire la publicité de l'exposition lyonnaise pour notamment faire venir des exposants. Cependant, si les échanges ont été importants, l'influence finale de la configuration de l'exposition de Dresde sur les éléments de l'exposition à Lyon peut sembler peu visible mais aboutit en réalité au dédoublement du Grand Hall  pour faire le pavillon annexe accueillant la métallurgie lourde ; Pavillon initialement non prévu, cela fait suite à la demande entre 1913 et 1914 des industriels (internationaux) voulant exposer.
En outre, en 1913, des élus et des employés municipaux visitent l'exposition de Gand qui en 1914 à Lyon a été considérée comme présentant le défaut de défaillance possible pour l'incendie (problème connu pour celle de Bruxelles 1910 par l'étendue et la rapidité du sinistre qui y a eu lieu),.
En 1913, l'Angleterre est sollicitée trop tardivement pour être fortement présente, bien que promotrice du courant hygiéniste par l'assainissement urbain : installation à Londres du « tout-à-l'égout » avec la « chasse d'eau ».
En 1914, année de l'exposition, une violente tempête le 22 février ravagea la vallée du Rhône, endommagea une grande partie des bâtiments et un pont en construction pour l'exposition. Ces intempéries retardèrent d'autant la date de délivrance des travaux. Le syndicat CGT tenta alors d'imposer que seuls les salariés syndiqués puissent travailler sur le site mais Edouard Herriot parvint à rétablir le respect des lois républicaines.
L'exposition fut inaugurée le 1er mai 1914 en présence du ministre du Commerce et de l'Industrie Raoul Péret. Raymond Poincaré, le président de la République, visite l'exposition entre le 22 et le 24 mai,. Le public put voir les innovations de 12 000 exposants venus de 11 pays.
À l'encontre de l'intention des promoteurs de l'exposition, la perturbation majeure de son déroulement est la Première Guerre mondiale qui conduit à la fermeture des pavillons allemand et autrichien le 2 août 1914,. Par la suite, la guerre oblige à la reconversion des nouveaux abattoirs de Gerland, réquisitionnés par l'effort de guerre. Machines et stocks des exposants sont récupérés « avec une mauvaise volonté évidente des exposants internationaux ».
Si l'Exposition internationale 1914 sert de modèle pour la création de la Foire de Lyon en 1916, elle ne servira plus jamais pour une exposition internationale.
Sur le long terme, l'urbanisation montrée durant l'Exposition universelle de 1914, influencée par le courant hygiéniste, aboutit à l'aménagement des Bains douches municipaux de Gerland (dits Bains douches Delessert) en 1935 et de la cité-jardin ouvrière de Perrache en 1934 sur une partie de parcelle située à la confluence « derrière les voies » cédée à moitié-prix ; en 1938, sur la parcelle Gerland été réalisée dans cet esprit la cité-ouvrière Gerland (les bains-douches municipaux n'ont été faits qu'en 1967 sur un concept architectural urbain très différent de celui de T. Garnier, le maire d'alors étant Louis Pradel et ne sont pas dans la cité).

### L'évolution qui a abouti à l'exposition de 1914
« ...En tout état de cause, le lien entre l'insalubrité de la ville et sa densité urbaine est établi dès les premières années du XIXe siècle...Six, sept, huit étages, l'élévation vertigineuse de certains immeubles à Lyon a toujours frappé l'observateur... Les édiles et les médecins établissent le lien entre la diffusion des maladies infectieuses (1832) et les conditions d'hygiène déplorables dans lesquelles vit l'immensité majorité de la population urbaine… Différentes mesures de police interviennent pour fixer, en particulier, la hauteur des constructions (1849)... Il importait bien moins pour les hygiénistes d'élever des édifices et des quartiers nouveaux que de démolir et de rebâtir la vieille cité... Le préfet Vaïsse parle du centre de Lyon comme d'« une ville mal bâtie, d'un abord difficile et disgracieux, inondée fréquemment et dépourvue d'équipements modernes. »… Il construit des quais de plusieurs kilomètres… on passe de l'urbanisme d'alignement à l'urbanisme de percée.. La spéculation immobilière n'est pas tant la cause de l'insalubrité du centre ancien que la vétusté des immeubles, les alcôves plus les soupentes et le peu d'espace par habitant [et non pas le surnombre]… Tout au long du XIXe siècle sont évoqués pour la ville la spéculation foncière aggravant la paupérisation dans les communes périphériques, on se focalise sur l'architecture-urbanisme, la philanthropie moderne et la solidarité, et on a en tête la maladie dont le choléra et la tuberculose qui touchent tout le monde… Les maires Antoine Gailleton puis Victor Augagneur règlementent en dernier quart du XIXe siècle et agissent à Lyon... »

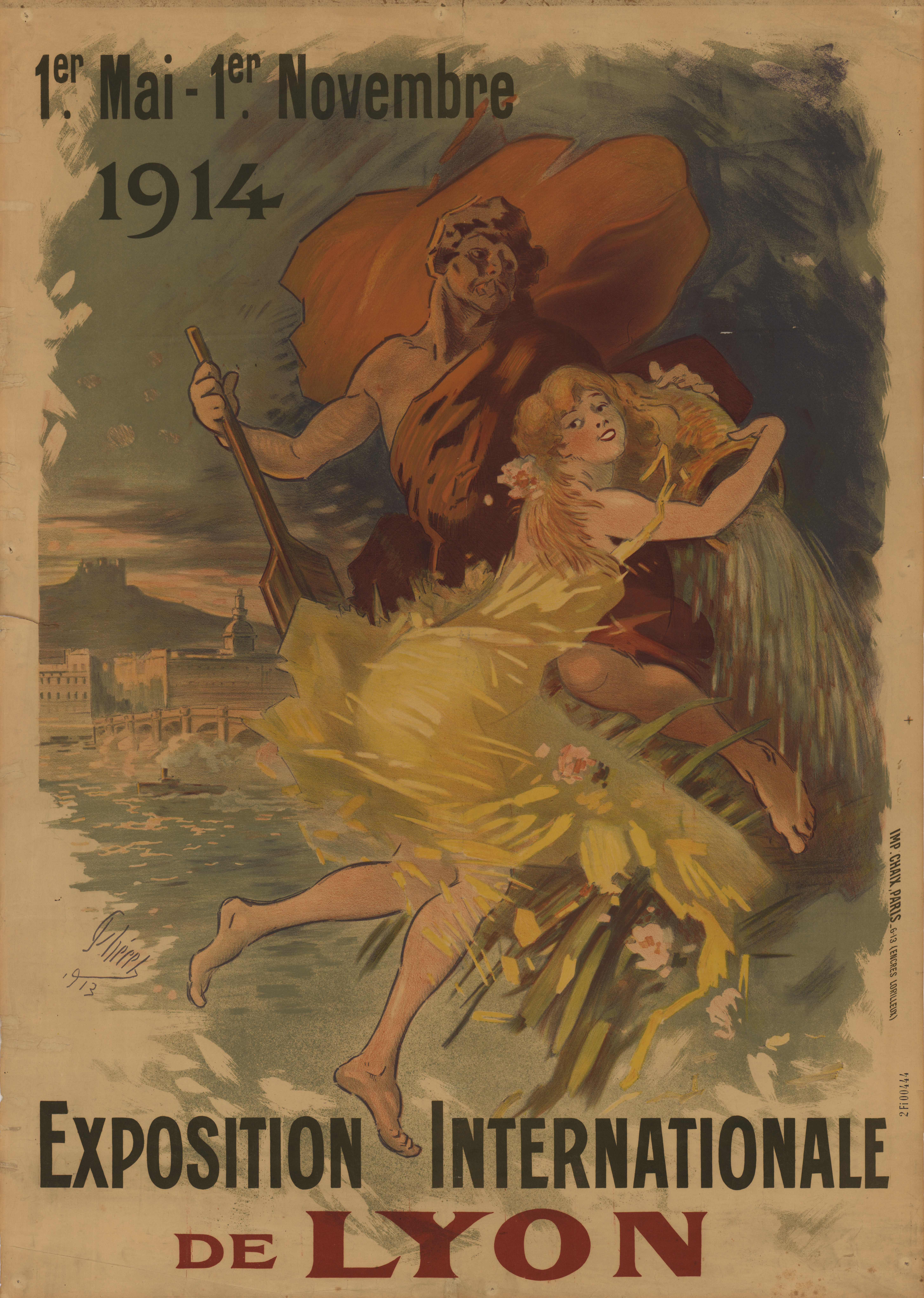
Affiche « Exposition internationale de Lyon » - 1914

Philippe Dufieux, « A propos de l'hygiène de Lyon (1800 - 1914) », dans Lyon, centre du monde ! L'exposition internationale urbaine de 1914, p. 169-170-171-172-175-176-177.
Et selon Hervé Joly dans le même ouvrage, « On trouve dans l'immédiat dans l'industrie lyonnaise un ressenti d'exclusion pour le montage de l'exposition… Et une faible participation de ce fait est due à une divergence fondamentale de vues sur ce qui est bon pour le commerce (par exemple vente de produits alcoolisés) et ce qui est promu par l'exposition (hygiène antialcoolisme par exemple) ou ce qui est du niveau international ou bien pris plus bassement comme étant du local… (Ceci qui concerne l'ameublement et une partie de l'industrie automobile)... La municipalité répond à l'Union des syndicats par une offre de subventions sur liste nominative et de prix décernés par les ministères... Ce que n'avaient pas attendu des industriels comme les Frères Lumière pour s'engager... Ce qui n'étonne personne puisque Louis Pradel le commissaire-adjoint de l'exposition fut industriel dans la chimie puis évolua dans la banque (1898)... La Chambre de commerce et d'industrie (reconstituée en 1802) a en définitive fourni une subvention de 200 000 francs... Et Édouard Herriot déclare clairement la complexité des problèmes qui se posent à une ville; Pour lui cela montre que l'industrie est indispensable sur tous les thèmes (les problèmes fonctionnels mais aussi l'esthétique fournie au cadre urbain) pour constituer une « Cité moderne ».
(Pour l'historique qui suit, les renvois en bas de page référençant Philippe Dufieux sont dans le groupe "D", et ces parties suivent au plus près les qualificatifs rapportés par lui-même).

#### Historique de l'urbanisme réglementaire rattaché à l'hygiène, et l'aspect de Lyon transformé entre 1800 et 1910
1. 1807 16 sept, révision du plan d'alignement et de nivellement de la ville de Lyon centre de la ville : approbation réglementaire extrait du rapport adressé au maire de Lyon par Alexandre Monmartin, conseiller de préfecture[23].
2. 1822 « le 8 octobre, sur le modèle de celui de la Seine vers 1800, le conseil de salubrité du département du Rhône est créé par arrêté préfectoral...Composé de médecins, de chimistes, de physiciens et d'ingénieurs, il possède des attributions étendues »[D 1].Affiche « Exposition internationale de Lyon » - 1914

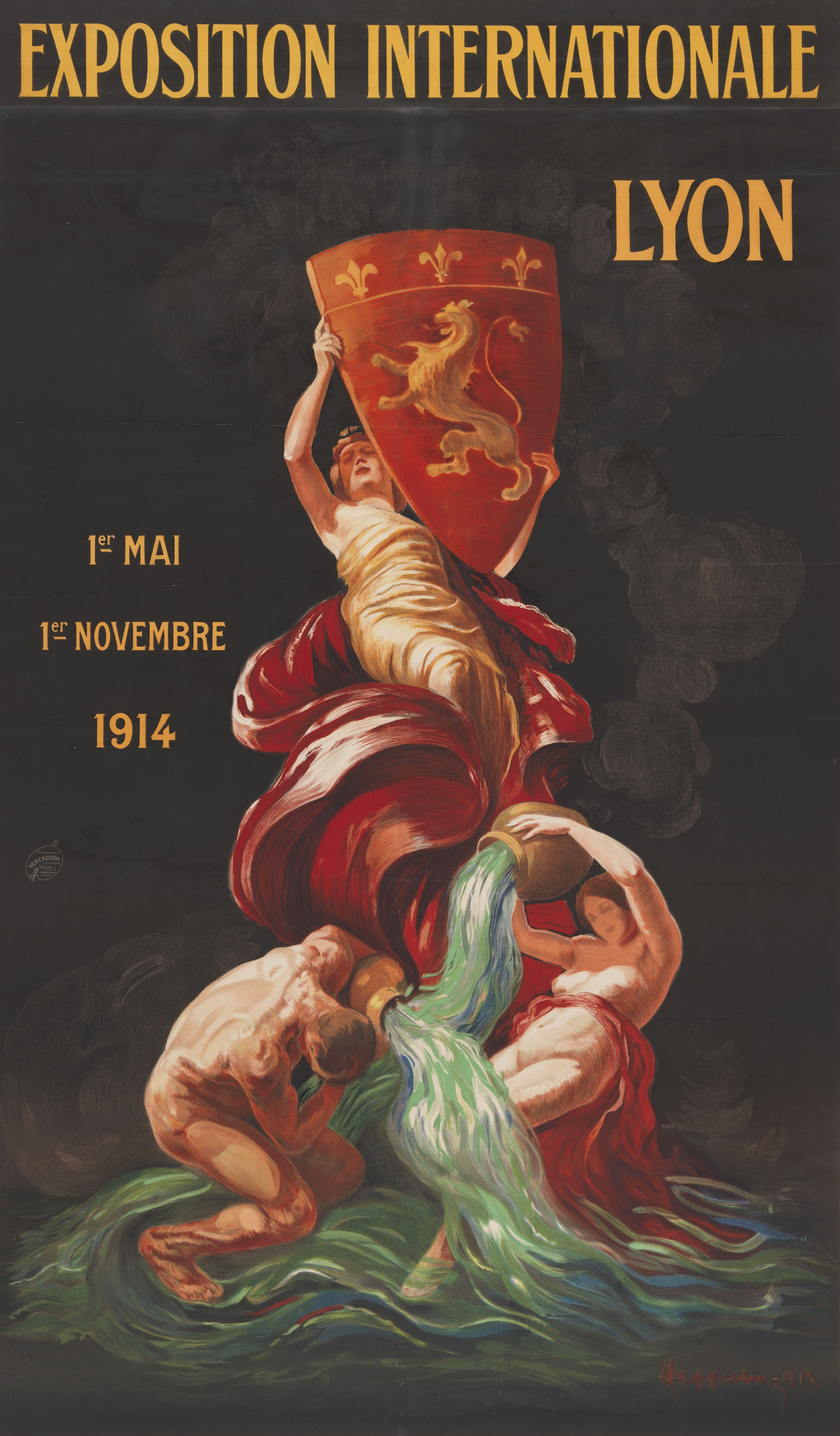
Affiche « Exposition internationale de Lyon » - 1914

3. 1823 grande inondation « ...demande d'observateurs auprès des pouvoirs publics à propos de l'exiguïté de la voirie, sa malpropreté, ses défauts de nivellement ainsi que la disposition vicieuse des égouts... »[D 1]
4. 1841 loi du 3 mai sur l'« urbanisme de percée » en plus du simple urbanisme d'alignement[D 2].
5. 1845-46 deux traités paraissent sur l'hygiène de la ville de Lyon et la salubrité dans les grandes villes, un par Jean Baptiste Monfalcon[24] et l'autre par Auguste-pierre de Polinière[25] insistant sur « les règles élémentaires destinées à assainir le tissu urbain, comme la hauteur des habitations... »[D 1]
6. 1846 début des grands travaux d'« éventrement des quartiers anciens » par les pouvoirs publics donnant les pénétrantes de la presqu'ile[D 2]. En ce temps on note l'abondance des plaintes pour l'état et l'aspect de la voirie[D 3].
7. 1847 « Par un déplorable laisser faire, les maisons se montent toujours à une hauteur qui n'a d'exemple dans aucune autre cité »[26],[D 4]
8. (1847-1857 début de la révolution chimique de l'hygiène — en continuité de la toilette (dont l'ablution), début de l'asepsie —)[note 9]
9. (1848, année constituante de la liberté et de l'égalité pour tous, y compris hors de la France métropolitaine)
10. 1848 13 juillet, décret de l'Assemblée constituante prescrivant la « construction d'habitations saines pour les ouvriers »[D 5] (à la suite de l'enquête sur « le logement ouvrier » dans les grandes villes et les campagnes[27]).
11. 1849 fixation de la hauteur des constructions, ordonnance du conseil municipal, sur constat des médecins hygiénistes de l'insalubrité épidémique[D 5].
12. 1851 « le maire de Lyon (Édouard Réveil) forme la Commission permanente des logements insalubres, celle-ci réclame que la faculté de louer soit précédée d'une autorisation préalable donnée par elle-même ou le Conseil d'hygiène et de salubrité du Rhône. »[D 5]. 
(décret portant règlement des écoles normales primaires « Louis-Napoléon Bonaparte » comportant l'enseignement de l'hygiène)[note 10].
13. 1852, après la loi 1850 sur les agglomérations, décret qui donne tout pouvoir au préfet[28] pour l'intégration des faubourgs ; création à Lyon 5 arrondissements[note 11].
14. 1854 à Lyon, premiers travaux de distribution d'eau et premiers travaux d'installation d'égouts (5 km) à la place des fosses fixes vidangées avec souillure et puanteur et fosses soumises aux crues[D 6]; « Jusqu'alors les fontaines publiques de la ville étaient alimentées par les eaux du Rhône… la Compagnie générale des eaux met en place [— première concession d'eau au monde —] le système d'approvisionnement par le pompage de la nappe phréatique du Rhône... »[D 7].
15. (1877 création de la Société Française d'Hygiène[29]).
16. (1878 réseau d'égouts à Lyon de 77 km[D 8]).
17. 1879 « Ville bien secondaire, en comparaison de ces capitales de l'histoire, ville de monuments médiocres, ville presque partout noire et sombre, vaste atelier où le travail scindé, isolé, n'a rien du grandiose des Babylones industrielles du Nord »[30].
18. 1880 à Lyon médecins, ingénieurs et architectes[note 12] s'indignent… en publiant des notes [et ils le font jusqu'au début du XXe siècle]… de la situation où « intérêts public et privés semblent se confondre contre l'insalubrité [depuis 1867 on s'en remet à l'initiative privée], mais où les progrès sont timides… »[D 9],[D 10].
19. 1894 première refonte généralisée du tout à l'égout à Lyon[D 7] et instauration d'une taxe immobilière de vidange[31].
20. 1897 application du « tout à l’égout » à Lyon[32].
21. 1902 loi du 15 février[33] qui impose un cubage d'air, une surface des baies et une hauteur sous plafond dans les immeubles privés; Puis règlement de la ville de Lyon en 1903 — qui n'a pas de portée sur l'autoconstruction des quartiers neufs —[D 11].
22. 1905 la maladie mortelle tuberculose (phtisie) est endémique en Europe et préoccupe les Lyonnais[34],[D 11].
23. 1908 première subvention de la ville de Lyon en faveur de l'« habitation salubre et bon marché » attribuable au groupement des habitations hygiéniques pour ouvriers de Lyon-Vaise[D 12].
 Le maire Edouard Herriot, avec les médecins les ingénieurs et les architectes, est bien déterminé grâce à l'habitation saine à faire disparaître autant les maladies infectieuses communes que le rachitisme.

   Note : « En termes de santé publique, il faut noter une synergie, et non d'un simple parallélisme, ente la pharmacie et l'art vétérinaire lyonnais. Car à travers la santé animale, les vétérinaires doivent aussi protéger la santé humaine… des zoonoses... unicité par exemple de la tuberculose humaine et bovine... La médecine expérimentale est tenue par des professeurs vétérinaires-médecins… qui font la « guerre aux microbes » (comme par exemple Augustin Chauveau qui plonge des sondes dans le cœur de chevaux en 1877 en fondation de la cardiologie)... et d'autres qui sont les « apôtres du lait sain » et, ensemble, ces professeurs démontrent la nocivité de la consommation des viandes d'animaux malades et la transmission des maladies... » Phillipe Jussaud.

## Installations

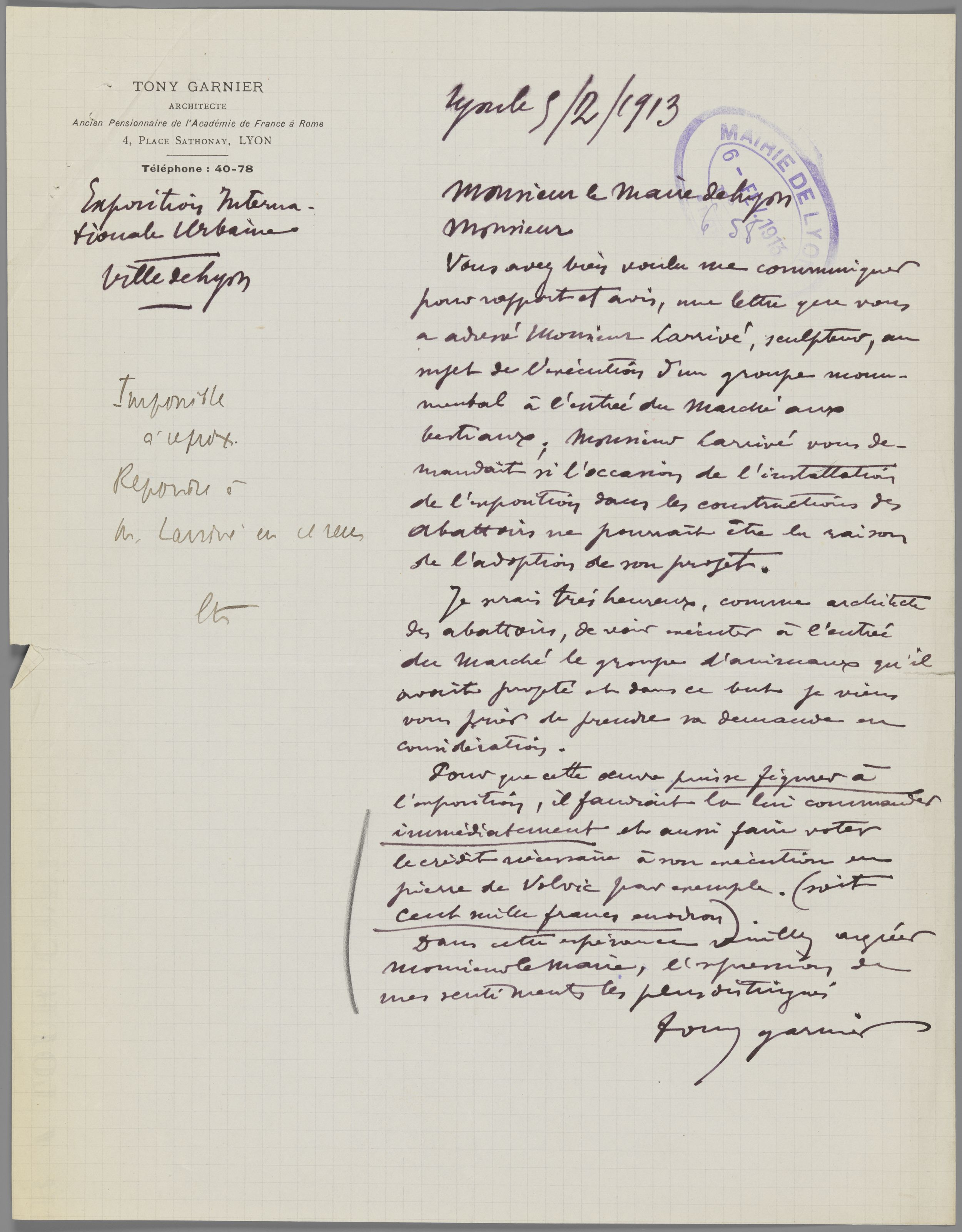
Lettre de Tony Garnier à Édouard Herriot à propos de l'exposition internationale de 1914

L'exposition a lieu dans le quartier de Gerland ainsi que sur la partie sud du quartier de Perrache. Le choix de ces lieux est lié notamment à la construction en cours des « abattoirs de la Mouche » qui permettent de réduire les dépenses pour la construction de nouveaux bâtiments, en les utilisant avant leur affectation définitive en abattoirs (1928),,.
Ceci est une particularité lyonnaise, puisque dans l'ensemble des expositions universelles constituées à partir du milieu du XIXe siècle les édifices ainsi que les aménagements de circulation obtenus qui ont duré ont été faits pour l'exposition; Ils ont souvent été réaffectés dans un but non utilitaire, ils ont souvent été démontés puis déplacés; Ils ne furent pas utilisés préalablement, et affectés temporairement (ici la guerre de 1914) à un autre usage.
L'exposition porte sur 75 hectares, avec 17 000 m2 de surface bâtis dédiés aux pavillons étrangers et 12 000 exposants, l'exposition compte au total 60 pavillons entourant le Grand Hall des abattoirs de Tony Garnier.
L'exposition est marquée par la construction préalable des abattoirs et des bâtiments attenants,, formant un L avec 2 entrées principales. La construction de l'ensemble commence en 1908, avant d'être terminé, pour les structures principales, en 1913. « Le point d'orgue de la composition » des abattoirs fut la centrale électrique à deux cheminées identique à celle de la « Cité idéale ». Une grande partie de ces abattoirs qui représentent 240 000 m2, sera démolie en 1975 (la Halle Tony-Garnier sera utilisée à partir des années 1980 comme salle événementielle).
L'exposition est également composée d'une allée couverte, d'un pavillon colonial, d'un pavillon sur la soierie -une industrie locale réputée venue d'Asie-, d'un pavillon des nations étrangères, d'un jardin horticole, d'un parc d'attraction avec un ballon captif permettant une vue en hauteur aux visiteurs (parc comportant des montagnes russes et une cascade navigable), d'une brasserie à l'architecture traditionnelle suisse, plus « Lilliput » (un village de nains).
L'exposition a également permis la construction d'un pont entre le quartier de La Mouche et la presqu'île, ainsi que l'extension au sud de l'avenue de Saxe (devenue depuis avenue Jean-Jaurès), de même que le réaménagement du quartier militaire de la Vitriolerie.

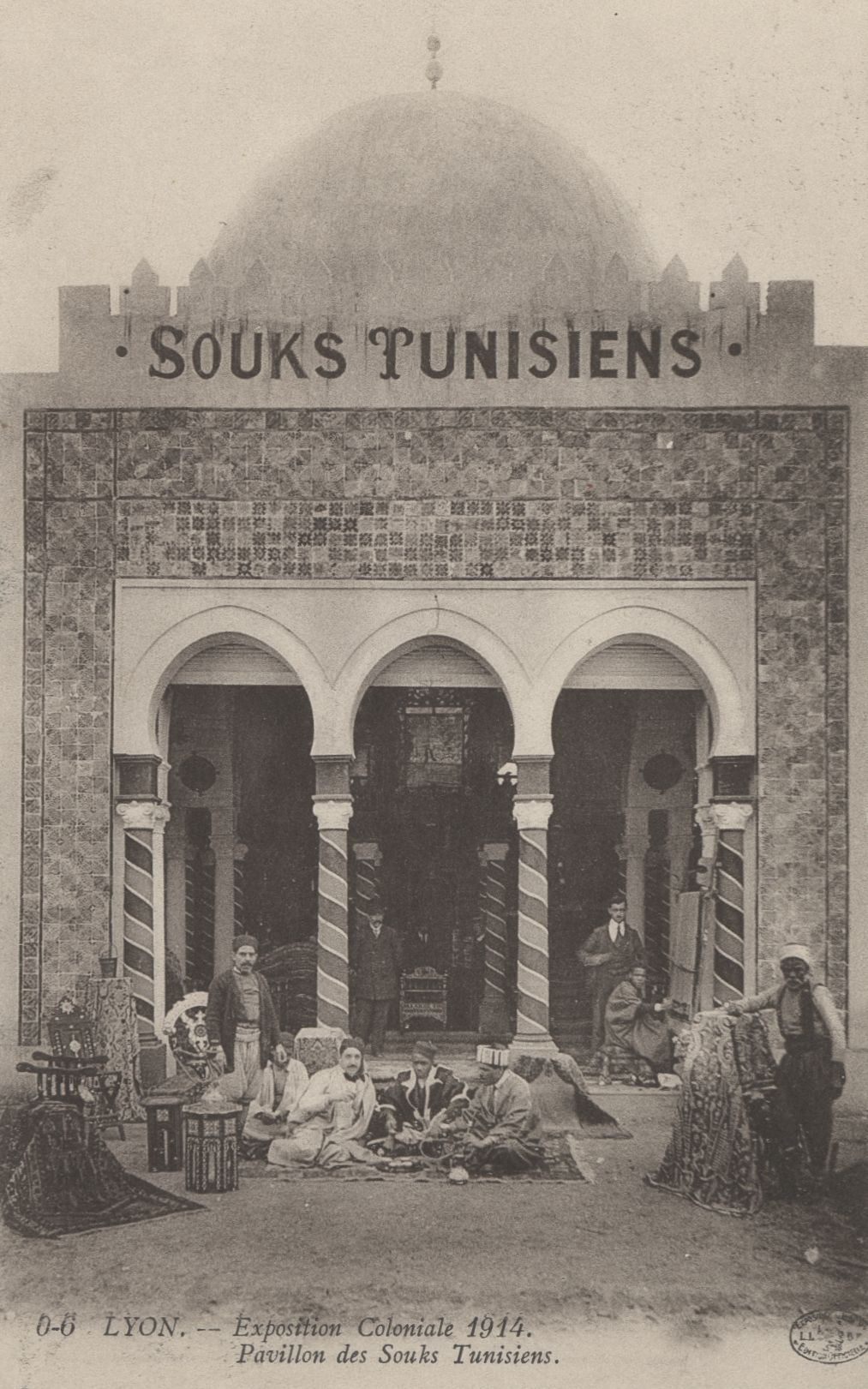
Pavillon des souks tunisiens - exposition internationale urbaine de Lyon en 1914

La place du colonialisme et de l'exotisme est assez importante dans l'exposition "malgré" le thème hygiéniste et urbanistique; cela s'explique notamment par le souci commercial,
. Cet aspect est généralisé à l'époque large du début du XXe siècle dans les états développés Européens et Américains. Ainsi l'exposition de Lyon de 1914 dispose d'un pavillon général sur les colonies françaises, où un espace est alloué pour chaque colonie; par exemple un village sénégalais est reconstitué où 120 indigènes ont été rassemblés. L'exposition possède également un pavillon sur le souk tunisien (protectorat), sans compter 104 Chinois qui ont fait le voyage pour servir de pousse-pousse à Lyon pour le temps de l'exposition.
Le thème de la mise en valeur de l'histoire urbaine de Lyon et de la vie au quotidien est abordé dans un pavillon. D'une façon plus étendue, l'exposition possède également un aspect folklorique et touristique régional: le « Village alpin » est situé sur la pointe de la presqu'île, reliée par une passerelle (partiellement détruite par la crue du 9 mars 1914 avant le démarrage de l'exposition). Le village est porté par l'Automobile Club, le club alpin, le Touring Club, l'administration des Eaux et forêts et la compagnie PLM. Il a une dimension touristique assez forte, avec des expositions photos, des mises en scène des activités traditionnelles alpines, un lac artificiel de grande taille, des aquariums, ainsi qu'une scierie et une ferme modèle. Il vise également dans son architecture à représenter l'ensemble de l'architecture des Alpes françaises.
Ce « Village alpin » rappelle aussi le lien historique industriel et culturel entre les Alpes du côté français et du côté suisse comme l'avaient fait la fourniture de l'ensemble des bateaux à vapeur des Ateliers de la Mouche pour naviguer sur les lacs suisses et la constitution au Parc de la tête d'Or de la « Vallée suisse » du lac et du pont couvert conçus par des architectes suisses.

## Les arts
Les arts sont largement représentés avec trois sous-expositions différentes.
Lyon et sa région sont des hauts lieux de l'art appliqué liturgique (cloches, vêtements), cependant cet art est peu présent en représentation de la production de l'époque, pas plus que pour les arts sacrés "purs"; Il n'y a pas non plus de traces dans l'architecture des pavillons d'architecture religieuse (sauf pour le côté exotique ludique de façades).
La première sous-exposition est consacrée aux arts appliqués, à la peinture de paysage, au portrait ou à la peinture urbaine.
La deuxième est nommée « l'art lyonnais » et présente des faïences, des étoffes, des meubles et un parcours historique au travers la peinture et la sculpture, de Lyonnais dans l'histoire.
La troisième est ouverte à l'art contemporain,. Voulue dans le projet la représentation artistique est considérée comme une partie de la pensée hygiéniste.

## Thèmes et techniques de l'Exposition, un ensemble contenu dans des architectures
Souhaité par politique par la municipalité, cet assemblage entre ce qui est à vendre et ce qui est à apprendre pour l'occasion, continue par cette fête-exposition les « foires » anciennes; On peut y trouver un caractère « merveilleux » (et on poursuit ce qui fut l'Exposition universelle de 1900 de Paris, par exemple). Une salle de cinéma est ouverte au jardin alpin.
Globalement dans l'époque considérée, celle d'avant-guerre, si chez les architectes-urbanistes modernes la forme urbaine peut dans l'idée intégrer efficacement installations et paysage (on en voit à l'Exposition de Lyon une application par T. Garnier), l'architecture de la plupart des pavillons des Nations reste à son opposé
.
Comme pour des expositions fameuses, on peut remarquer des exposants intéressants; la taille de leur stand est très variable, de la vitrine aux centaines de m2 (par exemple 500m2 pour le Japon, 1500m2 pour les États-Unis); ils peuvent requérir comme pour d'autres évènements une importante main d'œuvre sur place.
Et comme habituellement, l'énergie à fournir par l'exposition est variée: eau, vapeur, gaz, électricité.
« La pollution est à l'ordre du jour, fumées -mais aussi matières fécales (fosses d'aisances existant pour des entreprises d'engrais)- … en même temps que la voirie et l'économie sociales ».
Disposition
Dans le Grand Hall et dans son annexe, « les nouveaux créneaux industriels » : on montre le creuset de technologies et techniques. Pour chaque exposant on voit le mélange entre la partie mécanique (savoir-faire dans le moteur à explosion par exemple) et la partie électricité (moteurs, câbles isolants, lampes d'éclairage fabriqués). 
Le domaine d'usage final en clientèle peut être très différent pour un seul exposant: on fait cohabiter des palans motorisés électriques, des presses pour l'agroalimentaire, des essoreuses à linge, des déshydrateurs alimentaires et d'autres à usage médical, des fours etc..
On va donc trouver les domaines suivants:
- mines
- métallurgie (ex. fonderie Teste)
- machines outils métal (ex. Fenwick)
- machines à bois
- machines à textiles
- éclairage à gaz (électricité sur la passerelle du Rhône)
- chauffage
- transport camions automobiles et bus (ex. Renault, Peugeot, Luc Court, Berliet, Rochet-Schneider)
- télégraphie sans fil, téléphone (ex. Grammont)

Des pavillons de technique spécifique sont construits:
- photographie et cinématographie
- instrumentation médicale (laboratoires pharmaceutiques, machines à usage de médecine recherche et pratique)

Les pavillons des Nations sont en fait regroupés au centre, et la répartition n'est pas faite par affinité selon leur choix. La conception de ces pavillons est d'offrir un spectacle architectural de qualité. Et en dehors de la recherche de clients supplémentaires, il s'agit « pour le Progrès et donc pour la Paix » de fournir selon le thème principal défini pour l'Exposition, l'hygiène urbaine, des informations telles que des statistiques sur les maladies qui régressant avec la médecine plus des conditions de vie urbaines meilleures. Les petits métiers sont aussi présents. Il n'en reste pas moins que le pavillon de l'Allemagne dépasse en hauteur et en surface tous les autres, il est donc « énorme » (commentateurs de la presse internationale,sic) .
Environ 20 pavillons sont affectés purement à l'« l'hygiène sociale urbaine » prioritaire. Il s'agit aussi de la promotion du patronat lyonnais « dynamique », en même temps que le patronat entreprenant international par exemple en Russie ou aux États-Unis.

## Galerie

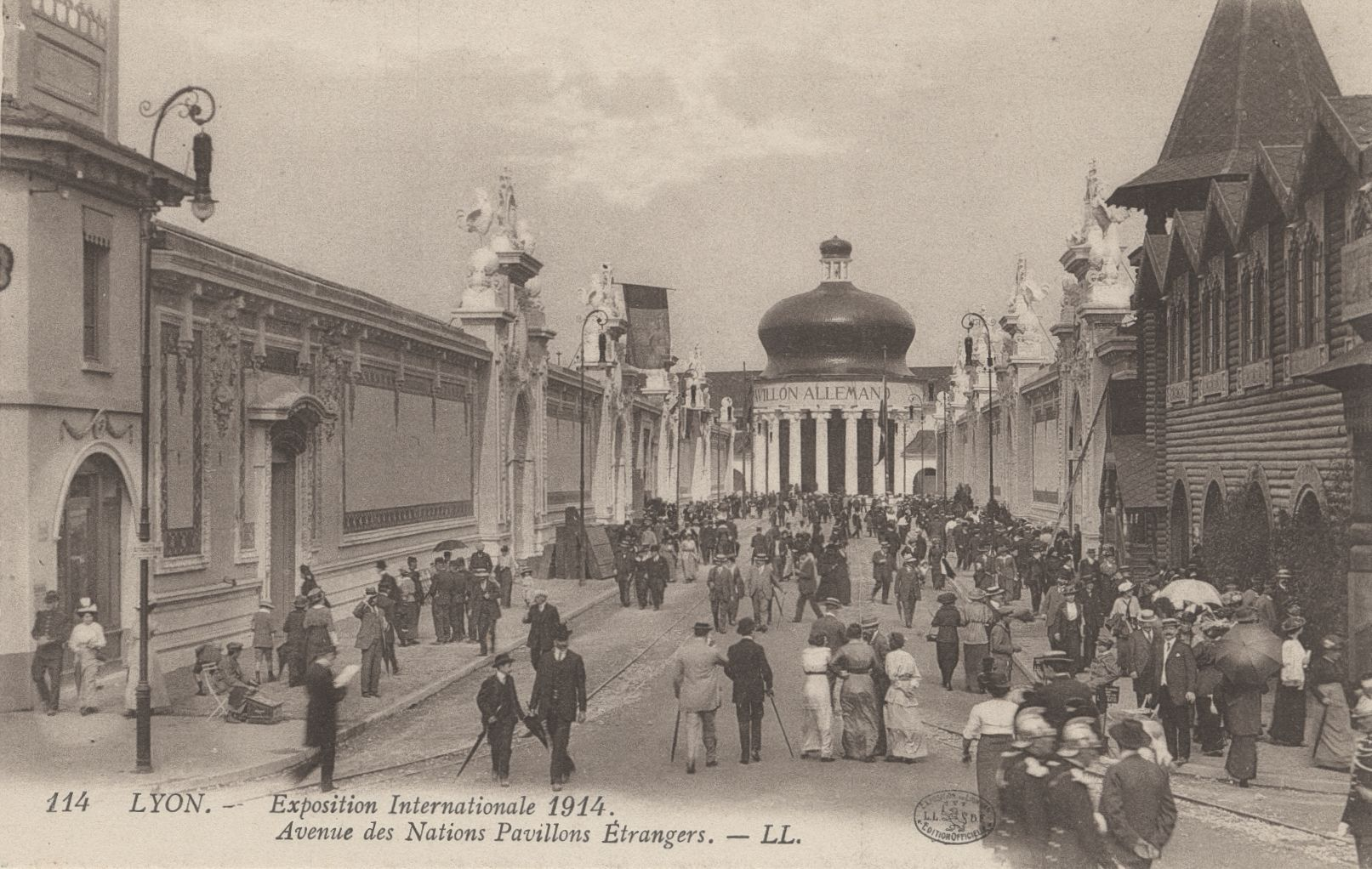
Avenue des Nations - exposition internationale urbaine de Lyon en 1914
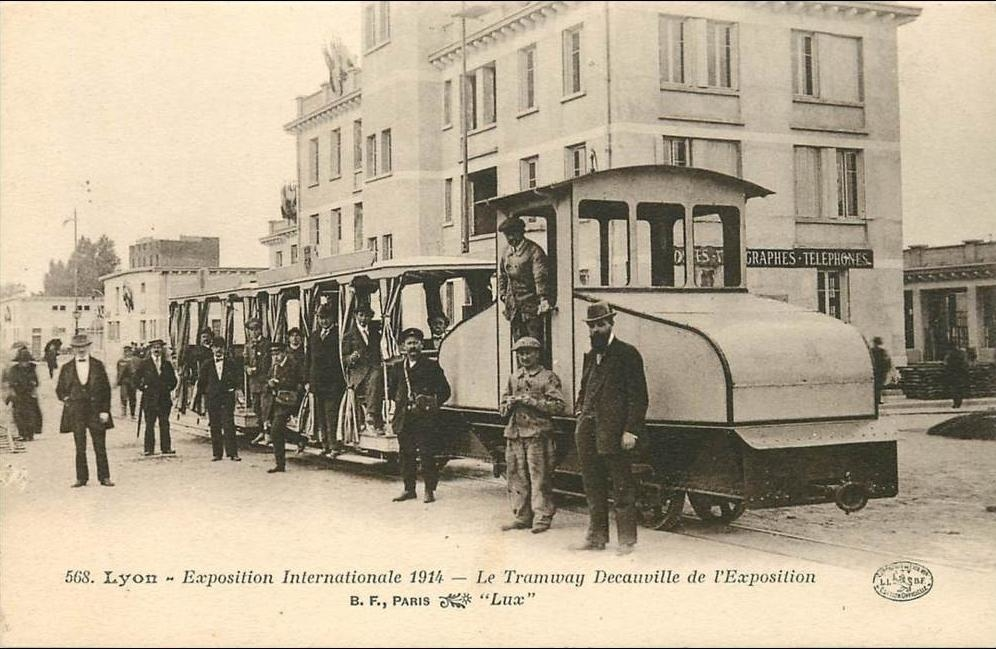
Le Tramway Decauville - exposition internationale urbaine de Lyon en 1914
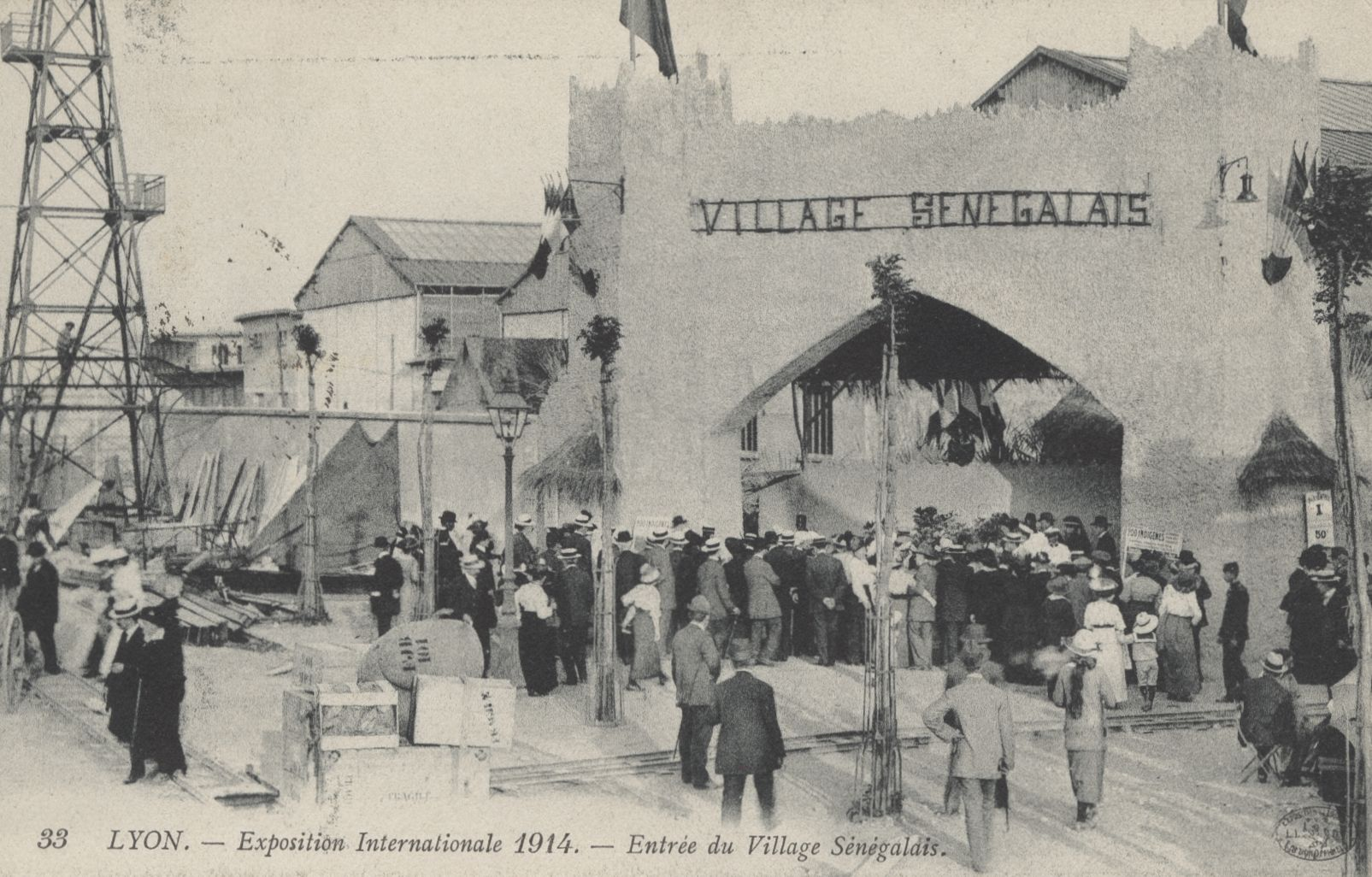
Village sénégalais - exposition internationale urbaine de Lyon en 1914
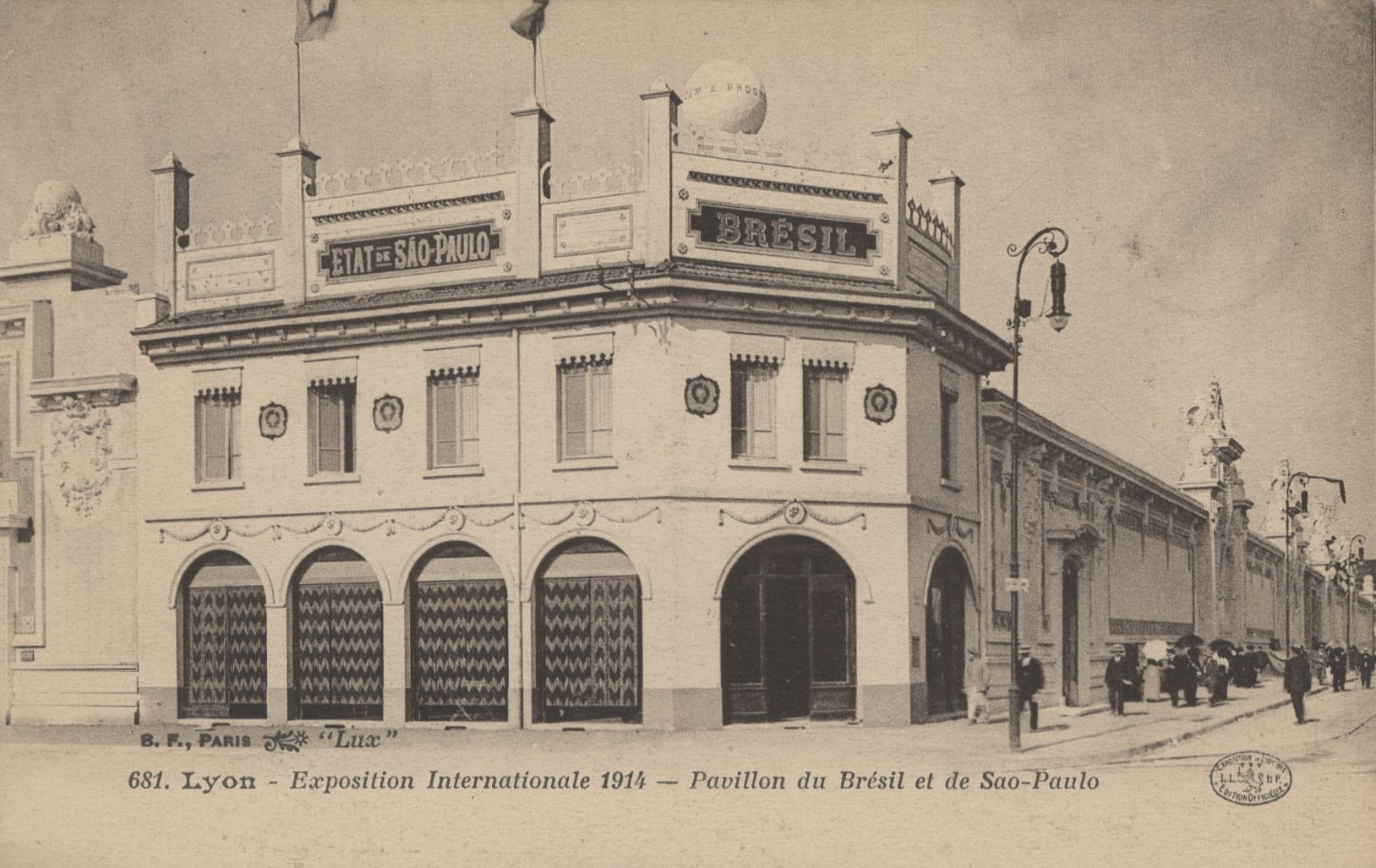
Pavillon du Brésil et de Sao Paulo - exposition internationale urbaine de Lyon en 1914
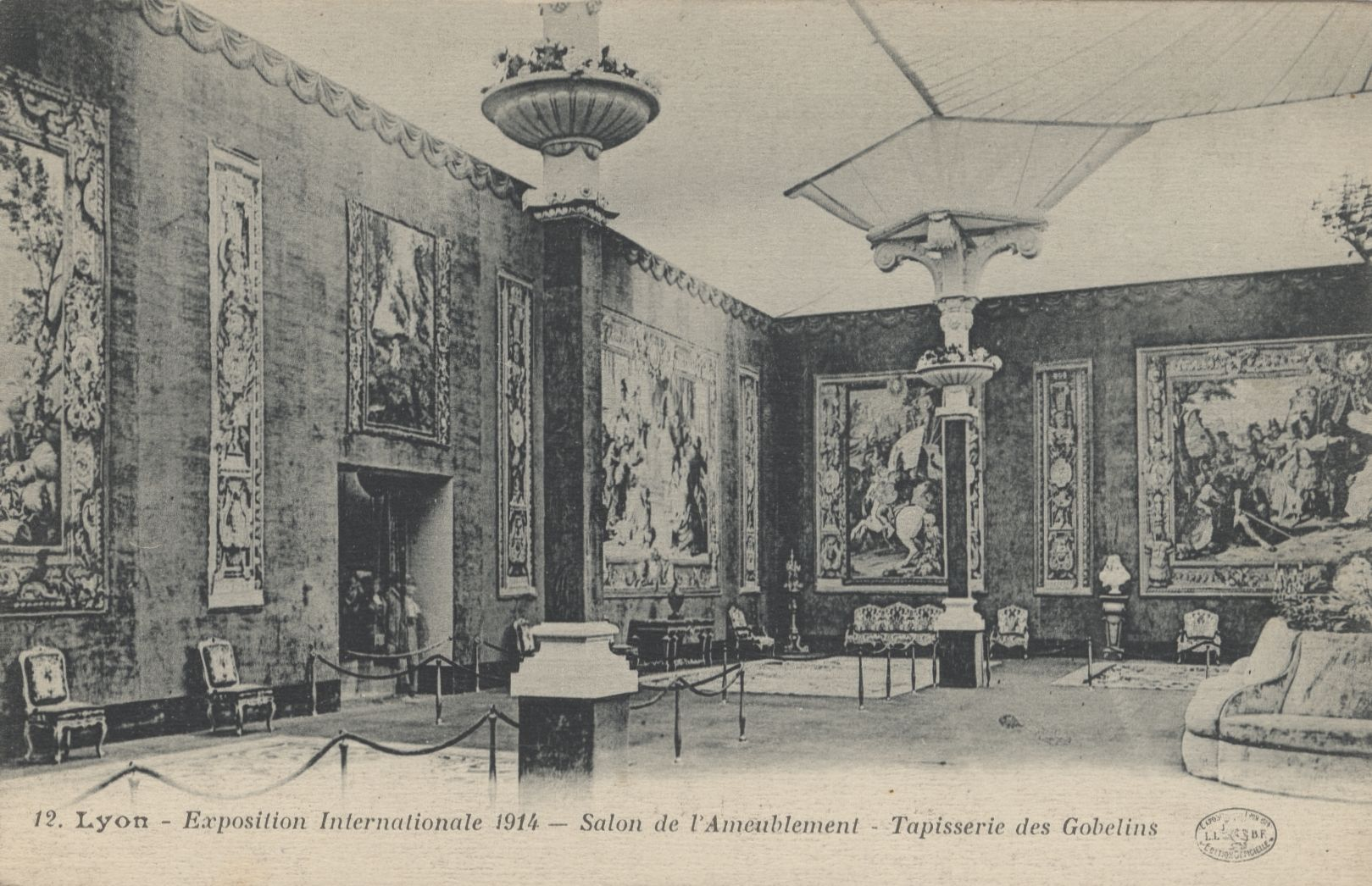
Salon de l'ameublement, tapisseries des Gobelins - exposition internationale urbaine de Lyon en 1914
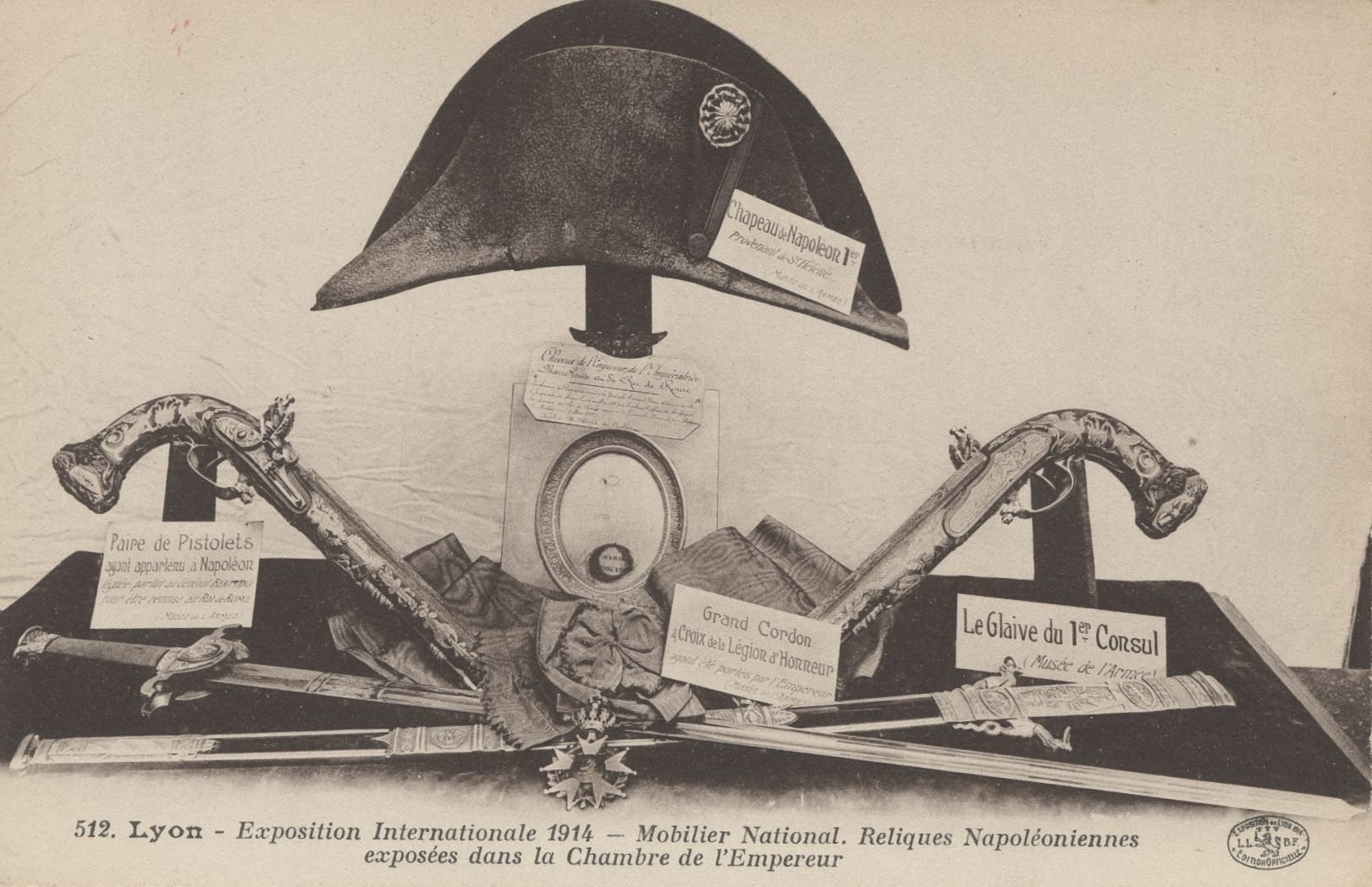
Reliques napoléoniennes exposées dans la chambre de l'Empereur - exposition internationale urbaine de Lyon en 1914
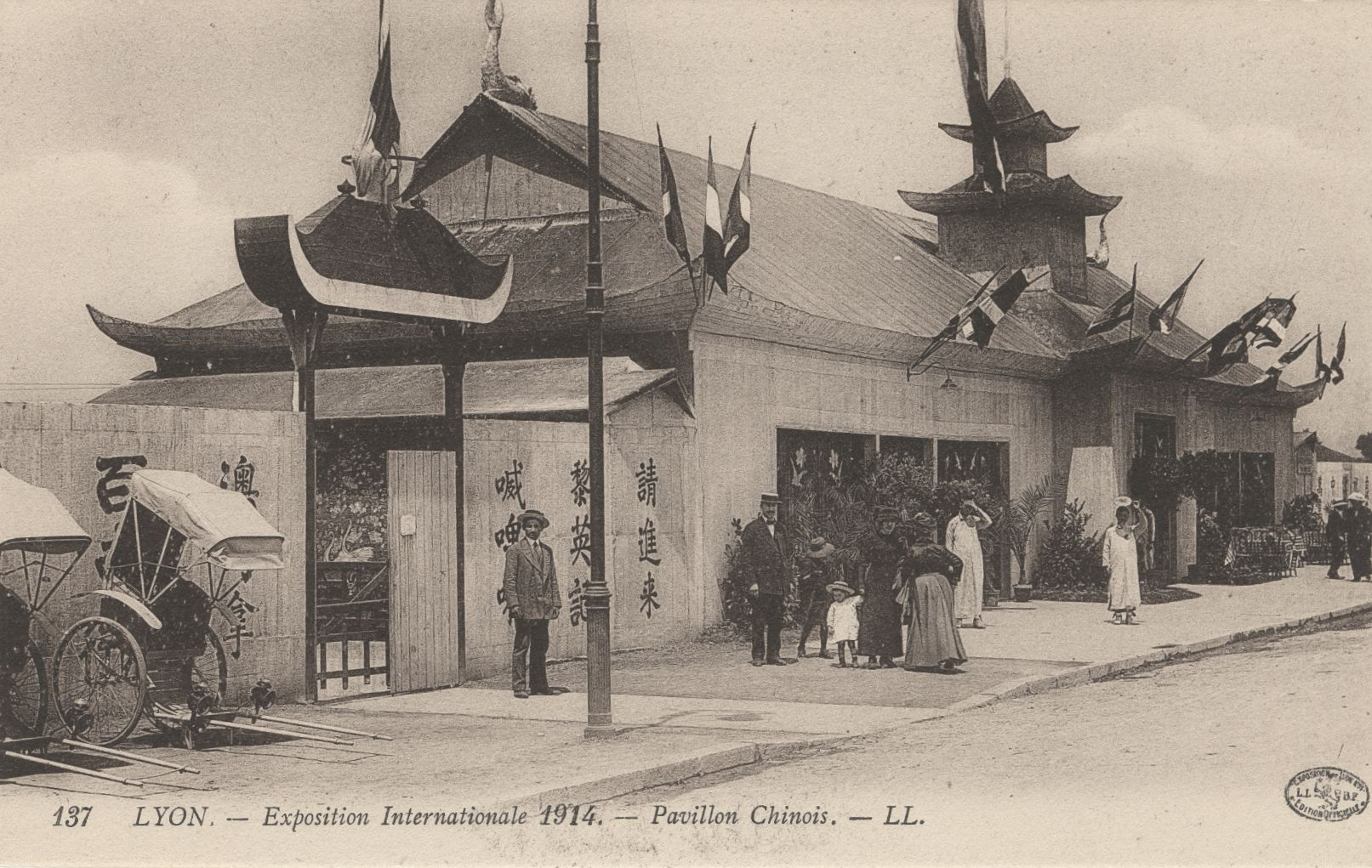
Pavillon chinois - exposition internationale urbaine de Lyon en 1914
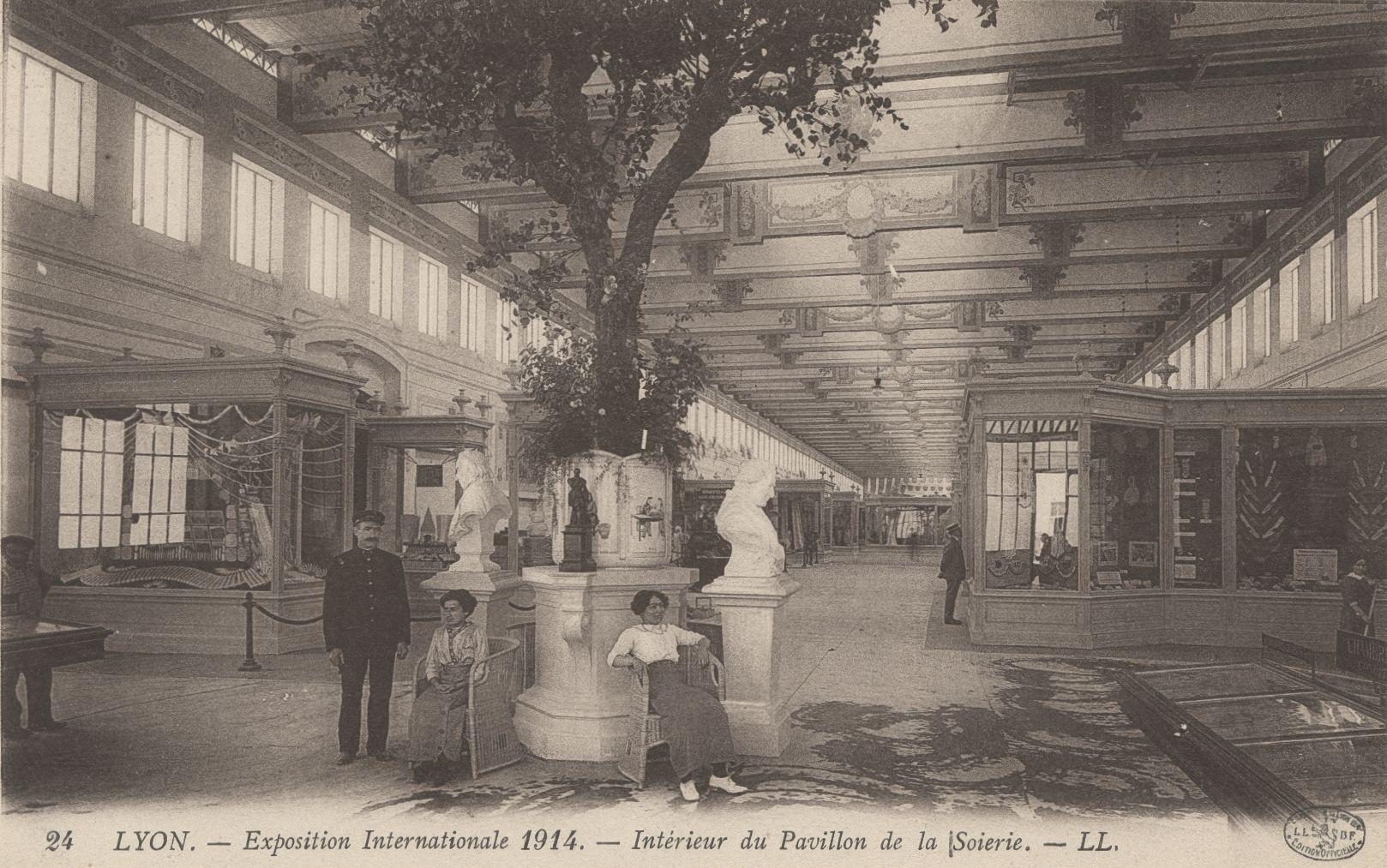
Pavillon de la Soierie - exposition internationale urbaine de Lyon en 1914
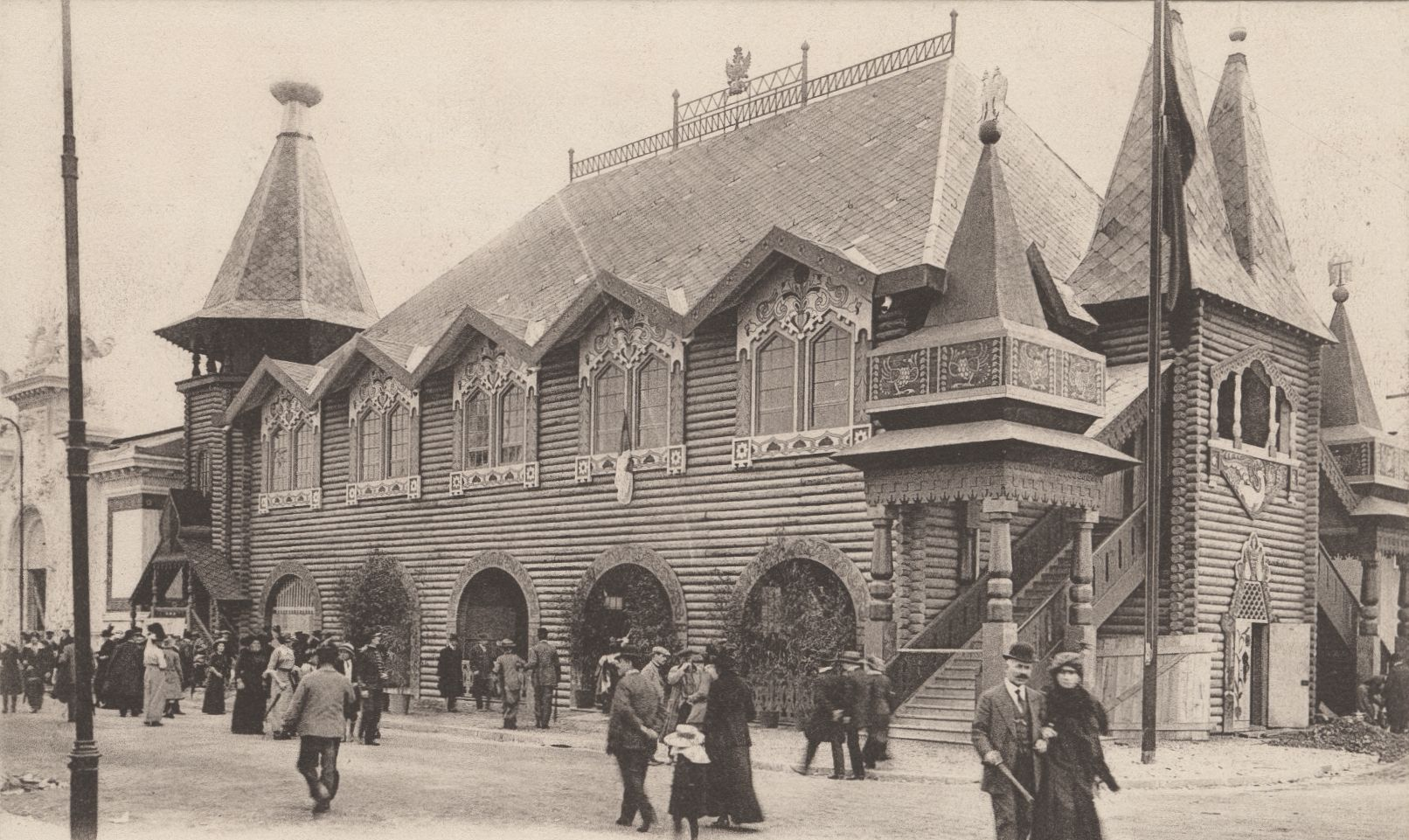
Pavillon de la Russie - exposition internationale urbaine de Lyon en 1914
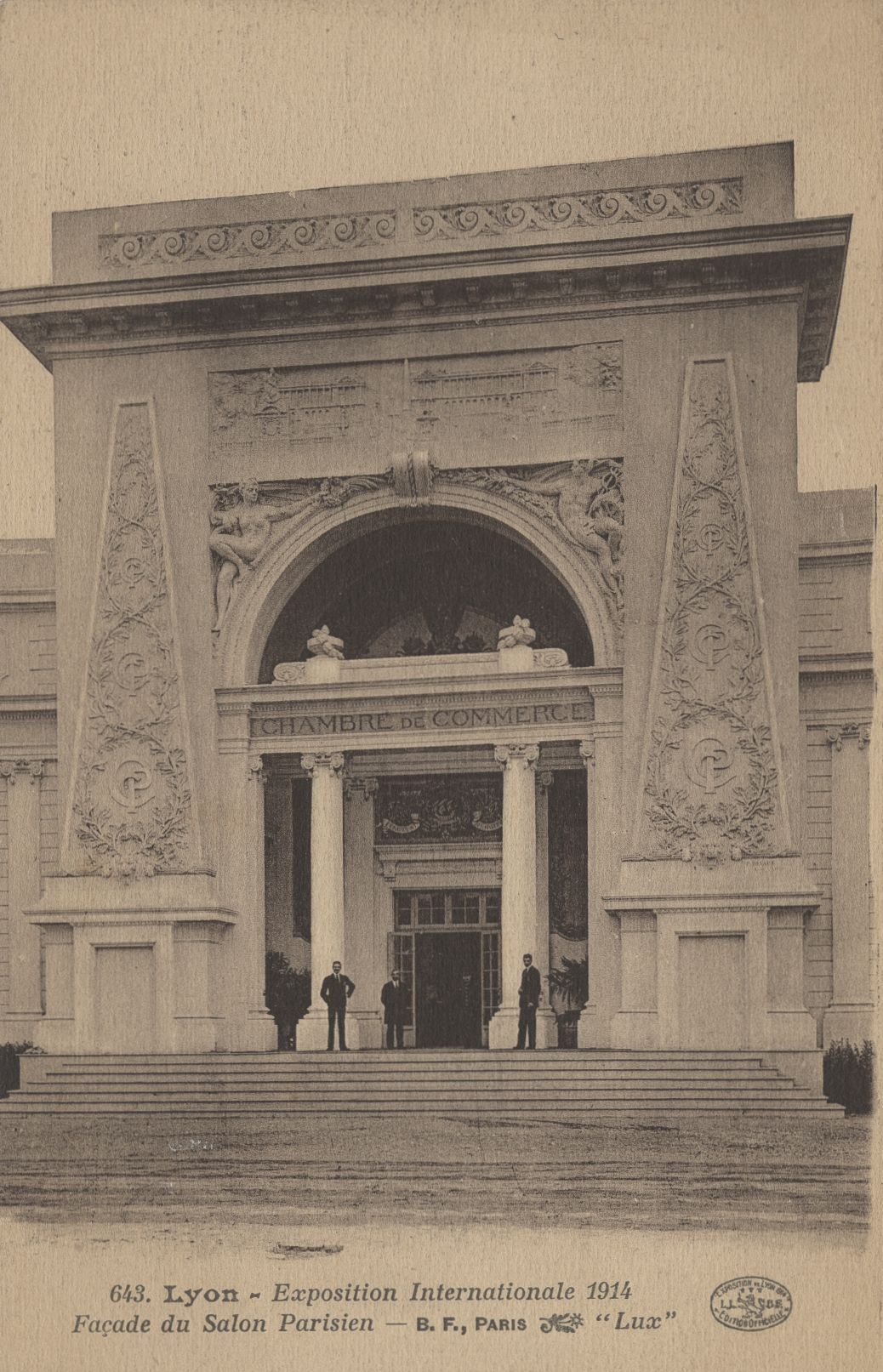
Salon parisien - exposition internationale urbaine de Lyon en 1914
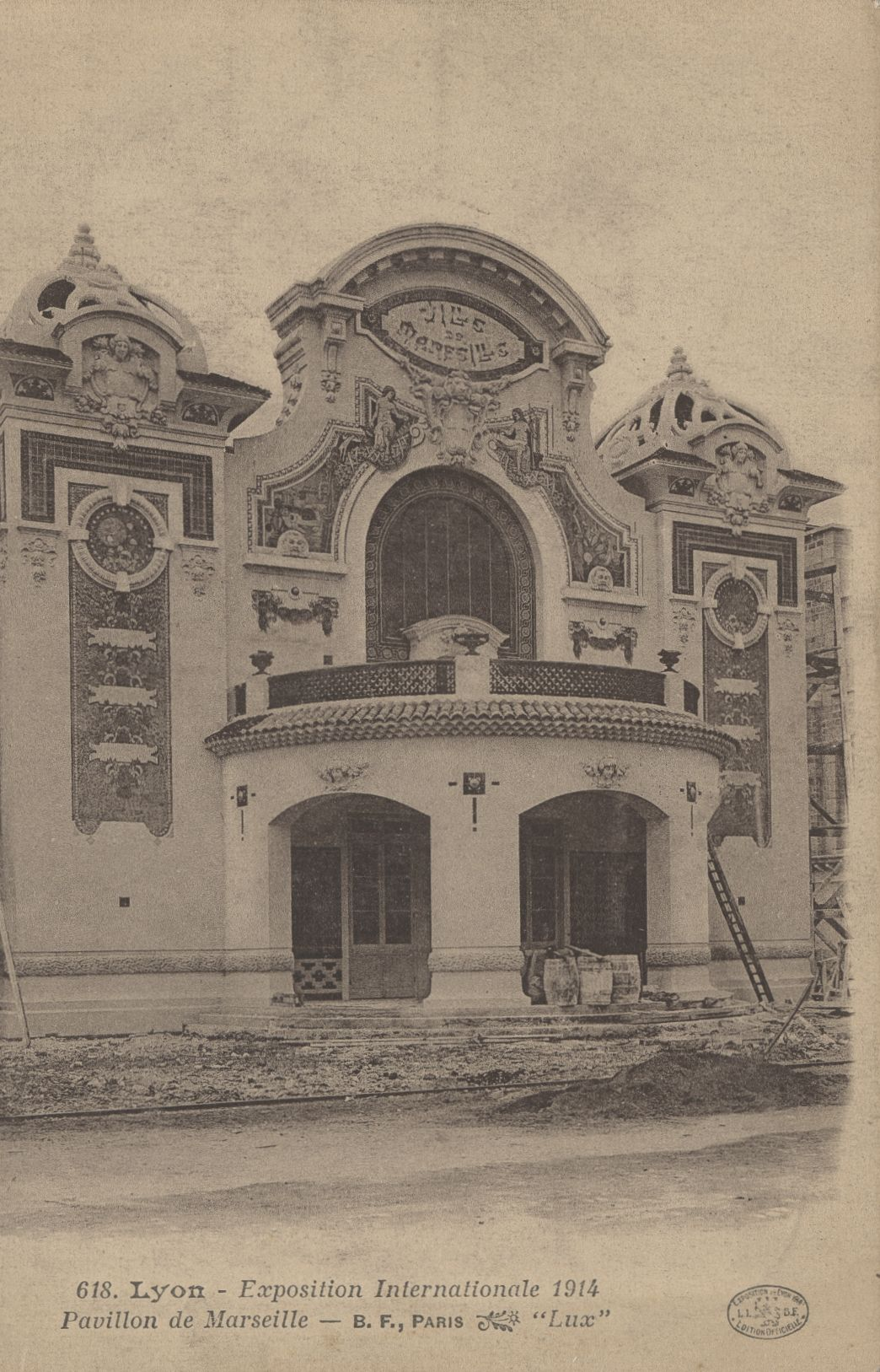
Pavillon de Marseille - exposition internationale urbaine de Lyon en 1914
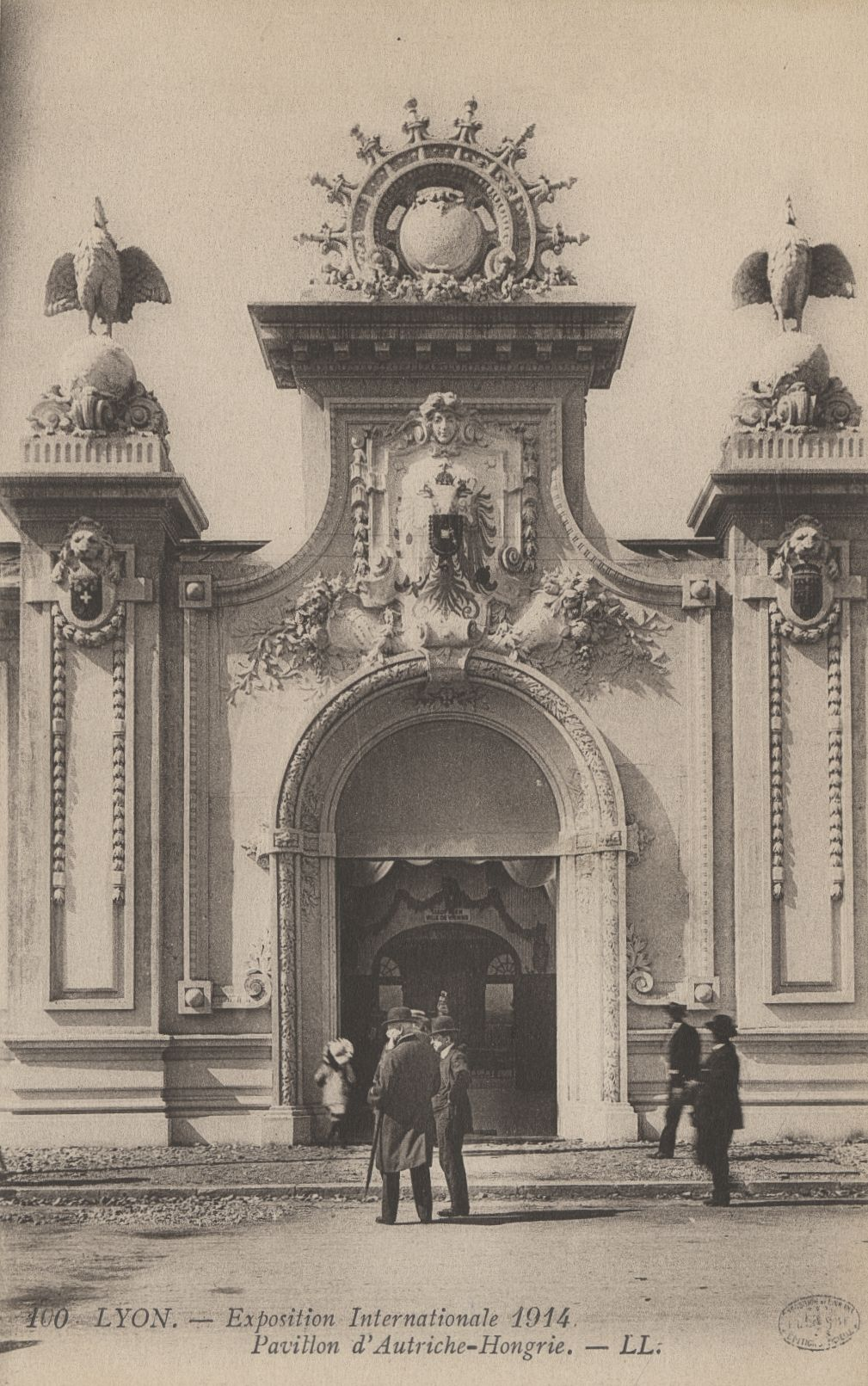
Pavillon de l'Autriche-Hongrie - exposition internationale urbaine de Lyon en 1914
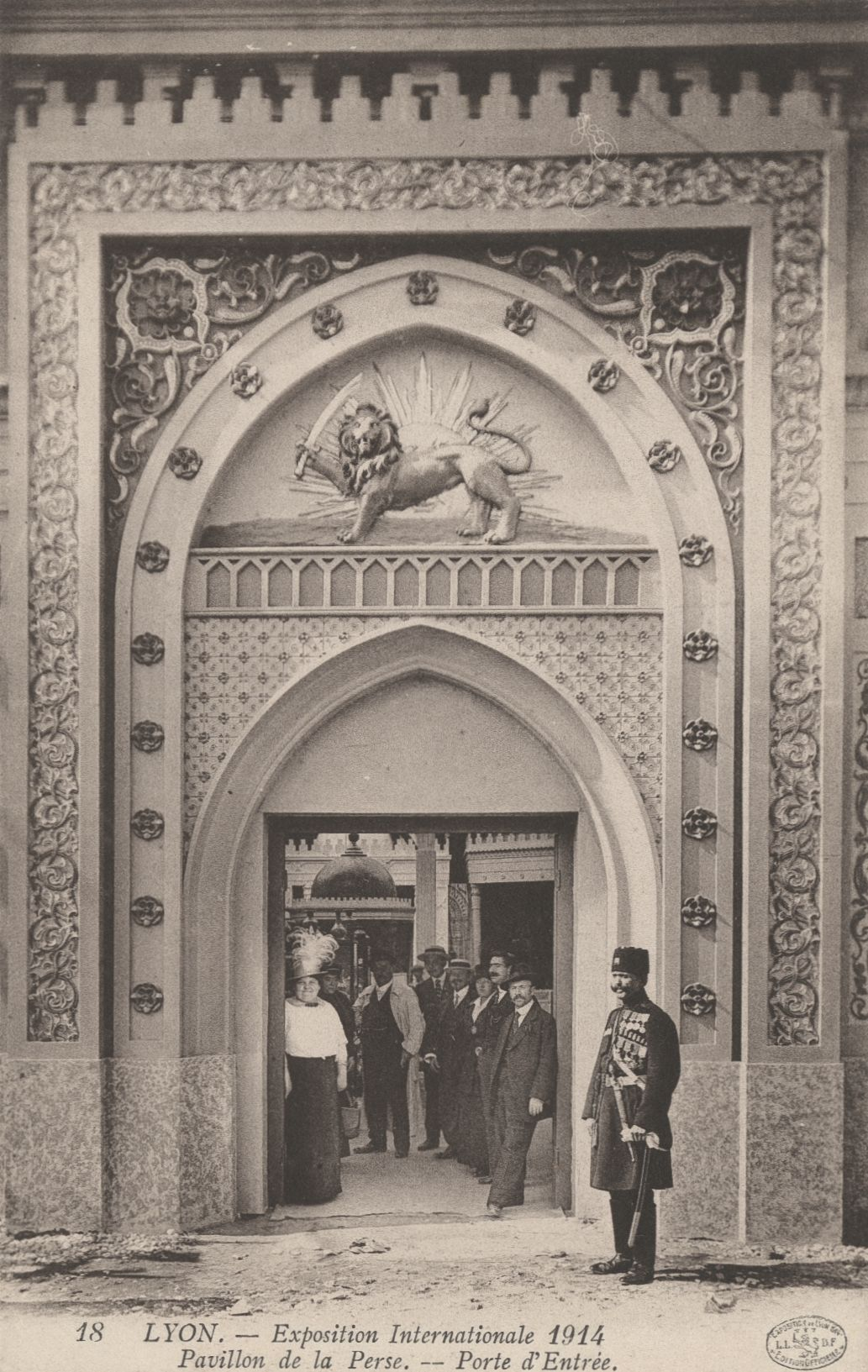
Pavillon de la Perse - exposition internationale urbaine de Lyon en 1914
Pavillon de l'horticulture, exposition internationale urbaine de Lyon en 1914.
Pavillon de la soierie, Pavillon  du Progrès, exposition internationale urbaine de Lyon en 1914.